# KS Kamza
Klubi Sportiv Dajti Kamëz was een Albanese voetbalclub uit Kamëz. De club promoveerde in het seizoen 2010/2011 voor het eerst in haar clubgeschiedenis naar de Kategoria Superiore, de hoogste voetbalklasse van het land. De club degradeerde direct weer naar de Kategoria e parë. In 2017 promoveerde Kamza opnieuw naar de Kategoria Superiore. In de jaren daarna degradeerde de club tweemaal en speelde in het seizoen 2019-2020 in de derde voetbalklasse. De degradaties achter elkaar zorgde ervoor dat de club in 2019 geen spelersgroep en staf rond kon krijgen waardoor de club in datzelfde jaar werd opgeheven.

## Historische namen

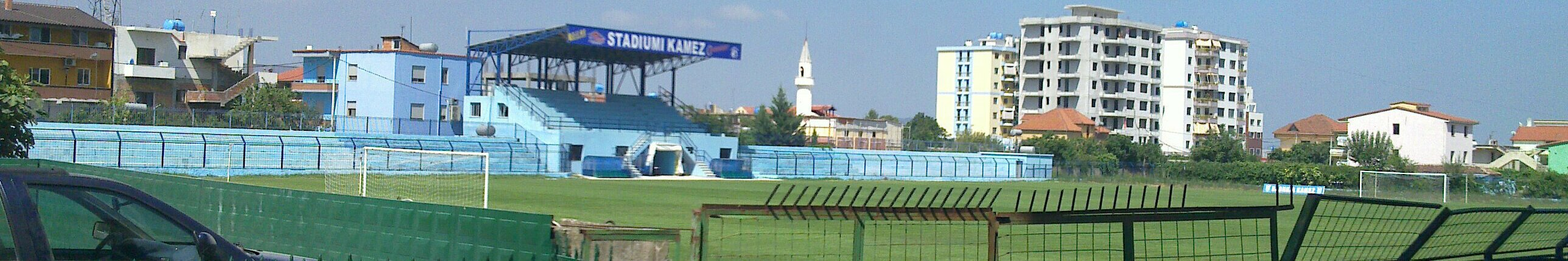
Stadion van KS Kamza

- 1936: KS Dajti Kamza
- 2001: KS Dajti
- 2009: KS Kamza